# Liguilla Pre-Libertadores 1990 (Chile)
La Liguilla Pre-Libertadores 1990 fue la 16.º edición de la Liguilla Pre-Libertadores, mini competición de fútbol profesional de Chile que sirve como clasificatoria para la Copa Libertadores de América.
Su organización estuvo a cargo de la ANFP y contó con la participación de cuatro equipos. La competición se disputó bajo el sistema de todos contra todos, en una rueda.
El equipo que resultara campeón de este "mini torneo" clasificaría directamente a la Copa Libertadores 1991, donde acompañaría a Colo Colo, Campeón Torneo Primera División de Chile 1990, en la fase de grupos frente a los equipos ecuatorianos Liga de Quito y Barcelona.
La competencia fue ganada por Deportes Concepción, que resultó ser primero con mayor puntaje, al término del torneo clasificatorio y selló su cupo para la Copa Libertadores 1991.

## Equipos participantes
| Equipo               | Vía de clasificación                                                 |
| -------------------- | -------------------------------------------------------------------- |
| Universidad Católica | Subcampeón de la Primera División de Chile 1990                      |
| O'Higgins            | Tercer lugar del Primer Tramo de la Primera División de Chile 1990   |
| Deportes Concepción  | Segundo lugar del Segundo Tramo de la Primera División de Chile 1990 |
| Unión Española       | Segundo lugar del Tercer Tramo de la Primera División de Chile 1990  |

## Desarrollo
Primera fecha
| Liguilla Pre-Libertadores 1990 1º fecha; 15 de enero de 1991 | O'Higgins  | 1:0 | Unión Española | Estadio Nacional, Santiago                                      |                                                                 |
|                                                              | Baroni 43' |     |                | Asistencia: 18.990 espectadores Árbitro(s): Salvador Imperatore | Asistencia: 18.990 espectadores Árbitro(s): Salvador Imperatore |

| Liguilla Pre-Libertadores 1990 1º fecha; 15 de enero de 1991 | Universidad Católica                             | 4:0 | Deportes Concepción | Estadio Nacional, Santiago                                |                                                           |
|                                                              | Reinoso 15' · Percudani 41', 85' · Contreras 80' |     |                     | Asistencia: 18.990 espectadores Árbitro(s): Enrique Marín | Asistencia: 18.990 espectadores Árbitro(s): Enrique Marín |

Segunda fecha
| Liguilla Pre-Libertadores 1990 2º fecha; 17 de enero de 1991 | Deportes Concepción                  | 3:0 | O'Higgins | Estadio Nacional, Santiago                                |                                                           |
|                                                              | Castillo 9' · Almada 75' (pen.), 83' |     |           | Asistencia: 17.626 espectadores Árbitro(s): Iván Guerrero | Asistencia: 17.626 espectadores Árbitro(s): Iván Guerrero |

| Liguilla Pre-Libertadores 1990 2º fecha; 17 de enero de 1991 | Unión Española                                   | 3:0 | Universidad Católica | Estadio Nacional, Santiago                                |                                                           |
|                                                              | Sierra 17' (pen.) · Rodríguez 23' · González 68' |     |                      | Asistencia: 17.626 espectadores Árbitro(s): Juan Silvagno | Asistencia: 17.626 espectadores Árbitro(s): Juan Silvagno |

Tercera fecha
| Liguilla Pre-Libertadores 1990 3º fecha; 20 de enero de 1991 | Unión Española | 0:2 | Deportes Concepción           | Estadio Nacional, Santiago                                |                                                           |
|                                                              |                |     | 44' (ag.) Rivera · 68' Almada | Asistencia: 25.721 espectadores Árbitro(s): Carlos Robles | Asistencia: 25.721 espectadores Árbitro(s): Carlos Robles |

| Liguilla Pre-Libertadores 1990 3º fecha; 20 de enero de 1991 | Universidad Católica | 2:2 | O'Higgins       | Estadio Nacional, Santiago                                      |                                                                 |
|                                                              | Contreras 50', 85'   |     | 56', 81' Alfaro | Asistencia: 25.721 espectadores Árbitro(s): Salvador Imperatore | Asistencia: 25.721 espectadores Árbitro(s): Salvador Imperatore |

## Tabla de posiciones
|  | Pos. | Equipos              | PJ | PG | PE | PP | GF | GC | Dif. | Pts. |
|  | ---- | -------------------- | -- | -- | -- | -- | -- | -- | ---- | ---- |
|  | 1.   | Deportes Concepción  | 3  | 2  | 0  | 1  | 5  | 4  | +1   | 4    |
|  | 2.   | Universidad Católica | 3  | 1  | 1  | 1  | 6  | 5  | +1   | 3    |
|  | 3.   | O'Higgins            | 3  | 1  | 1  | 1  | 3  | 5  | -2   | 3    |
|  | 4.   | Unión Española       | 3  | 1  | 0  | 2  | 3  | 3  | 0    | 2    |
|  |      |                      |    |    |    |    |    |    |      |      |

|  | Deportes Concepción se adjudicó como Campeón de la Liguilla Pre-Libertadores 1990, por lo demás clasifica para la Copa Libertadores 1991 como "Chile 2". |

## Ganador
| Chile                                   |
| Ganador Deportes Concepción             |
| Clasificado a la Copa Libertadores 1991 |